# Obi (bouwmarkt)
Obi is een bouwmarktketen in diverse Europese landen. Obi werd in 1970 opgericht. Het hoofdkantoor is gevestigd in Wermelskirchen, Duitsland.

## Filialen
- Duitsland: 334
- Italië: 53
- Oostenrijk: 31
- Polen: 29
- Tsjechië: 22
- Slovenië: 11
- Zwitserland: 9
- Slowakije: 4
- Bosnië en Herzegovina: 2